# Spittal (Highland)
Spittal is een dorp ongeveer 14 kilometer ten zuiden van Thurso en ongeveer 2 kilometer ten noorden van Mybster in de Schotse lieutenancy Caithness in het raadsgebied Highland.